# Ethey Gyula
Ethey Gyula (Krascsenits/Krascsenics, szlovákul Július Ethey; Dömös, 1878. november 18. – Csejte, 1957. október 3.) felvidéki magyar helytörténész.

## Élete
Eredeti nevén Krascsenics, amelyet belügyminisztériumi engedéllyel 1917-ben változtatott meg, miután kimutatta egyenes ági leszármazását töbörétei Ethey-Krascsenics Jánostól, aki 1681-ben kapott nemesi oklevelet.
Szülei valószínűleg töbörétei Krascsenits Imre (1839–1916) esztergomi főkáptalani erdőmester, földbirtokos és kisjeszeni és folkusfalvi Jeszenszky Mária voltak. Felesége kisjeszeni és folkusfalvi Jeszenszky Margit (Jeszenszky István lánya), fiuk László földbirtokos, vadász, műfordító volt.
Előbb 1889–1893 között az esztergomi piarista gimnáziumban tanult, majd 1893-tól 1897-ig a Nyitrai Piarista Gimnáziumban végzett, ahol Höllrigl József és Lelley Jenő osztálytársa volt. A gimnázium gyűjteményeit már diákkorában gyarapította. Ezt követően a Budapesti Királyi Magyar Tudomány-Egyetemen tanult jogtudományt. 1900-tól a sárospataki Református Akadémia joghallgatója. 1902-ben a dzsidás ezrednél szolgált.
A vármegyei közigazgatásban tevékenykedett, többek között az árvaszék alelnöke volt. 1910-ben a Vágújhelyi járás tiszteletbeli főszolgabírója volt. Az első világháború után szelezsényi birtokát igazgatta, amelyet még apja vásárolt. 1928-ban adakozott a németszőgyéni tűzkárosultak javára. 1934-ben fiával együtt részt vett a Csehszlovák Vadászegyesület, illetve 1936-ban a pozsonyi és a nyitrai Vadászati Védegylet, majd a trencsénteplici céllövőversenyén. 1945 után apai örökségét elkobozták, ekkor költözött felesége rokonaihoz Csejtére. A két világháború között tagja volt a Szlovenszkói Vadászati Védegylet Vágújhelyi Helyi Csoportjának.
Az iratgyűjtést még Szelezsényben kezdte, azonban ezen „levéltára” az 1945-ös háborús eseményekben megsemmisült. Állítólag a Zobori apátság irataiból is voltak közte. Csejtére való költözése után a gyűjtést újrakezdte, ezúttal új otthonára, valamint Vágújhely és Trencsén környékére összpontosítva. Ezen és más családi dokumentumokat, amelyek nagy része ma már nem lelhető fel, saját cikkeibe is bedolgozta.
Turócszentmártonnak adományozott egy 1437-es iratot. Gyűjteménye egy részét 1953-ban a Trencséni levéltárnak adta át, azonban a legrégebbi iratok tulajdonában maradtak és halála után ismeretlen helyre kerültek. 1957-ben özvegye néhány maradékot a pozsonyi állami levéltárnak adott át. Ekkor hagyatéka 50 doboznyi iratot tartalmazott. Ebből kb. 30 doboznyit kiválogattak, és átrendeztek más családi fondokba. A maradék iratanyagot az eredeti elrendezés szerint hagyták (települések, családok, verebélyi és szentgyörgyi érseki szék, magánlevelezés). Levelezett több korabeli történésszel, többek között Horánszky Pállal és Štefan Adamovičcsal is. A gyűjteményt Juraj Fojtík nyitrai levéltáros leltározta fel. A fennmaradt középkori iratanyag ma a Nyitrai Állami Levéltár gyűjteménye részét képezi. Piller Györggyel együtt segítette az ún. Rakovszky-Jeszenszky iratgyűjtemény fennmaradását.
Minden bizonnyal Csejtén nyugszik.

## Művei
- 1922 Alsószelezsény története, Budapest
- 1926 Vágujhely története és a szomszédos várak (Geschichte von Waagneustadtl und den benachbarten Burgen), Nyitra
- 1928 Csejthe templomában. Prágai Magyar Hírlap, 1928. május 1.
- 1928 Rabok sorsa. Prágai Magyar Hírlap, 1928. november 7.
- 1930 Tábortűz. Tábortűz II/4, 77
- 1933 Régi kastélyaink, Nemzeti Kultúra
- 1933 Közigazgatásunk múltjából, Nemzeti Kultúra
- 1934 Adatok a Vágvölgy bortermeléséhez, Nemzeti Kultúra, 79–84. o.
- 1934 A vágvölgyi vendégfogadókról és korcsmákról, Nemzeti Kultúra, 146–153.
- 1934-1935 Vágvölgyi krónika. Nemzeti Kultúra[14]
- 1935 A becsület foltja, in: Nyitrai írók könyve, 7-9.
- 1935 A vasrács, in: Nyitrai írók könyve, 133-138.
- 1936 Kuruc sorsa, A szlovenszkói magyar írók antológiája, Nyitra
- 1936 Vágvölgyi krónika, Komárom
- 1936 A Zoborvidék múltjából, Nyitra A Zoborvidék múltjából
- 1937 A banai várispánság székhelyéről, Századok 71, 127-128.
- 1937 A vágvölgyi magyarság térvesztése, Történetírás I/4, 398-411.
- 1938 Magyar települések a középkorban Nyitramegyében, Történetírás II/2, 162-177.
- 1939 Adatok a tót nemzetiségi kérdéshez 1848-49-ben, Történetírás III/3-4, 161-166.
- 1939 Hallgató századok a Zobor körül, Magyar Hírlap
- 1940 Nyitramegye nemes családainak kivonatos jegyzéke 1572–1585. évek között, Magyar Családtörténeti Szemle, 155–158.
- 1940 A vajkaszéki insurrectio és Gellemegye, Toldy-Kör Évkönyve, 98-104.
- 1940-1941 Z minulosti mlynov na Slovensku, Historica Slovaca 1–2, 244–247.
- 1940-1941 Nyitra vármegyében kihirdetett címeres levelek jegyzéke 1607–1641, Magyar Családtörténeti Szemle
- 1941 A vágvölgyi magyarság települése és fogyatkozása, Pozsony
- 1941-1942 A verebélyi érseki nemesi szék, Magyar Családtörténeti Szemle
- 1942 Apróságok Pozsony múltjából, Toldy-Kör Évkönyve, 113-116.
- 1943 A Stibor család építkezései – Adatok a felvidéki gótikus építészet történetéhez. A Magyar Mérnök és Építész Egylet közlönye 77/1, 1–10. (tsz. ifj. Csemegi József)
- 1943 A csejtei uradalom élete, Budapest
- 1943 Régi ruhák, Toldy-Kör Évkönyve, 154-156.
- 1944 Vágújhely város, Magyar Hírlap, 1944. 6. 10.
- 1948 Z dejín čachtických pivníc, Historica Slovaca 6–7, 172-175.

### Kéziratban maradt munkái
- Pltníctvo na Váhu
- Szalakuz község története
- Beczkó történeti vázlata

## Hagyatéka
- A nyitraivánkai állami levéltárban található
- Elszórtan fellelhetőek egyes levelei mások levelezésében (pl. Štefan Adamovič)